# Union-Bank
Die Union-Bank Aktiengesellschaft ist eine regionale Privatbank mit Sitz in Flensburg. Die vinkulierten Namensaktien der Gesellschaft sind nicht börsennotiert und befinden sich im Besitz der Bankkunden beiderseits der deutsch-dänischen Grenze. Die Bank ist Mitglied im Bundesverband deutscher Banken e. V. sowie dessen Einlagensicherungsfonds.

## Geschäftsfelder
Die Union-Bank AG betreibt als Universalbank sämtliche Bankgeschäfte mit Privat-, Geschäfts- und Firmenkunden. Aufgrund der Historie der Bank (siehe Abschnitt „Geschichte“) wird dabei der Schwerpunkt auf Kunden beiderseits der deutsch-dänischen Grenze gelegt: Es existieren spezielle Produkte, wie z. B. das sog. Grenzpendlerkonto, welches in Euro und Dänischen Kronen geführt wird. Dieses Gehaltskonto ist sowohl in Deutschland als auch in Dänemark ein Inlandskonto und steht Arbeitnehmern aus Deutschland mit Arbeitsstelle in Dänemark zur Verfügung. Damit können die Kursverluste bei der Währungsumrechnung ausgeschlossen werden.
Das dänische Element ist im Hause der Union-Bank AG nach wie vor fest verankert: So sind sämtliche Mitarbeiter mindestens zweisprachig (deutsch/dänisch). Auch wird die „Du-Kultur“, die im Dänischen übliche Anrede mit „Du“ anstatt „Sie“, aktiv gelebt und angewandt.

## Geschichte

### Historische Entwicklung
Die Ursprünge der heutigen Union-Bank AG liegen in der am 9. Oktober 1875 auf Vorschlag von Gustav Johannsen gegründeten Spare- og Lånekassen for Flensborg og Omegn (zu deutsch: Spar- und Leihkasse Flensburg und Umgebung). Johannsen, seinerzeit Herausgeber und Chefredakteur der Tageszeitung Flensborg Avis sowie ab 1881 Mitglied des Deutschen Reichstags, erkannte damals, dass sich aufgrund der intensiven Handelsbeziehungen der Stadt Flensburg zum dänischen Raum zunehmend ein Bedarf an einer „dänischen“ Bank in der Region entwickelte.
Das erste Geschäftslokal der Spare- og Laanekasse befand sich im 1. Stock des Hauses Große Straße 542 (dem jetzigen Gebäude Norderstraße 11–13). Der Kundenkreis bestand vor allem aus Kaufleuten und Angestellten aus Flensburg und Umgebung, aber auch aus Personen, die ihren Wohnsitz nördlich der damaligen deutsch-dänischen Grenze hatten.
Mit der Einführung des Bürgerlichen Gesetzbuches wurden neue Richtlinien für Sparkassen erlassen. Unter anderem waren nun auch private Sparkassen einer stärkeren öffentlichen Aufsicht und Kontrolle unterworfen. Um das Fortbestehen als unabhängige Gesellschaft zu gewährleisten, wurde das Unternehmen wie auch andere private Sparkassen im Norden Schleswigs am 1. Januar 1900 in eine GmbH umgewandelt.
Aufgrund der Grenzziehung im Jahr 1920 wurde das Geschäftsgebiet der Bank in nördlicher Richtung abgeschnitten. Im Jahr 1923 wurde der Name der Sparkasse in Spare- og Laanekassen GmbH, Flensborg geändert. Zwei Jahre später musste die Flensburger Volksbank, deren Kundenkreis ähnlich dem der Sparkasse größtenteils aus dem dänischen Teil der Bevölkerung stammte, Konkurs anmelden. Darauf wurde beschlossen, die Spare- og Laanekasse in eine Aktiengesellschaft umzuwandeln und zwar in der Form, dass die Spare- og Laanekasse mit allen Aktiva und Passiva in die neuzugründende Union-Bank AG aufgehen solle. Die Gründungsversammlung der Union-Bank fand schließlich am 28. August 1928 statt. Der Aktionärskreis besteht seitdem aus Kaufleuten, Landwirten und Privatpersonen beiderseits der Grenze. Die bisherige Spare- og Laanekasse wurde formell noch bis Mitte 1929 weitergeführt.

### Jüngere Geschichte
Mitte 2012 gab die Union-Bank bekannt, dass sie ihre Filiale in Harrislee durch einen Neubau am gleichen Standort ersetzen wolle, da die vorhandenen Räumlichkeiten nach rund 45 Jahren Geschäftsbetrieb nicht mehr den Kundenanforderungen entsprächen. Im Mai 2013 wurde die Filiale in angemietete Räume in der Geheimrat-Dr.-Schaedel-Straße 20 verlegt und mit dem Abbruch des vorhandenen Bankgebäudes in der Süderstraße 89 begonnen. Mit der Fertigstellung des Neubaus im Juni 2014 wurde die Geschäftsstelle wieder an den alten Standort zurückverlegt.

## Geschäftsgebiet und Filialen
Das Geschäftsgebiet der Union-Bank AG erstreckt sich auf den nördlichen Teil Schleswig-Holsteins (Südschleswig) sowie den grenznahen Bereich im südlichen Dänemark.
Die Union-Bank AG unterhält derzeit insgesamt drei Bankstandorte. Neben der Hauptstelle in der Flensburger Innenstadt wird eine Zweigstelle in Harrislee sowie ein Beratungsbüro mit angeschlossenem SB-Bereich in Kappeln betrieben. Sämtliche Standorte sind mit Selbstbedienungsbereichen (Geldautomat, Kontoauszugsdrucker und SB-Terminal) ausgestattet. Das jetzige Hauptgebäude der Union-Bank in der Großen Straße 2 in Flensburg diente noch bis 1939 als Filiale für die Dänische Nationalbank.
Die Zweigstelle in der Flensburger Südstadt wurde zum 1. März 2017 aufgegeben; die Zweigstelle in Schleswig zum 1. Februar 2021.

## Bildergalerie

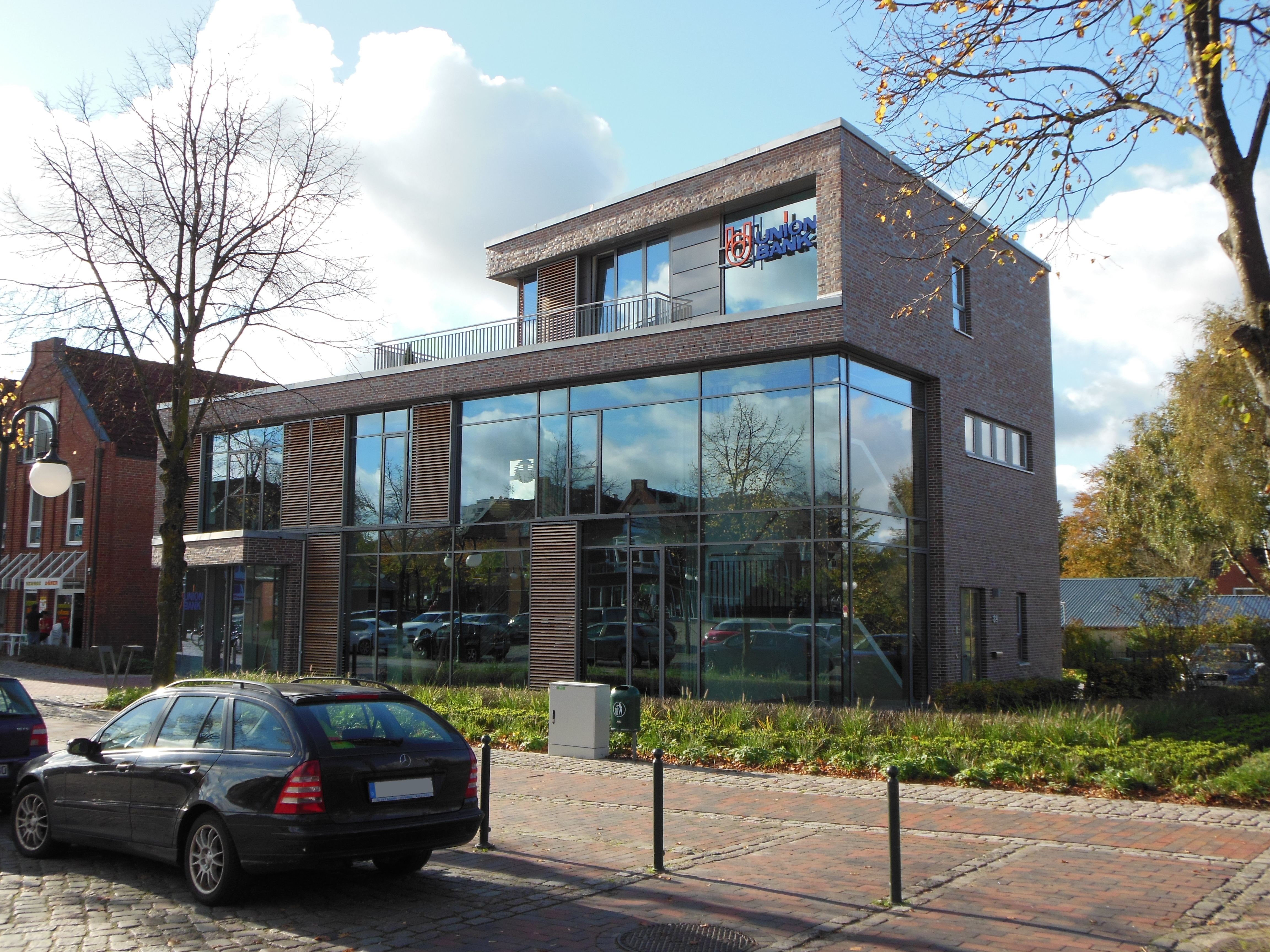
Neubau der Filiale Harrislee, Süderstraße 89
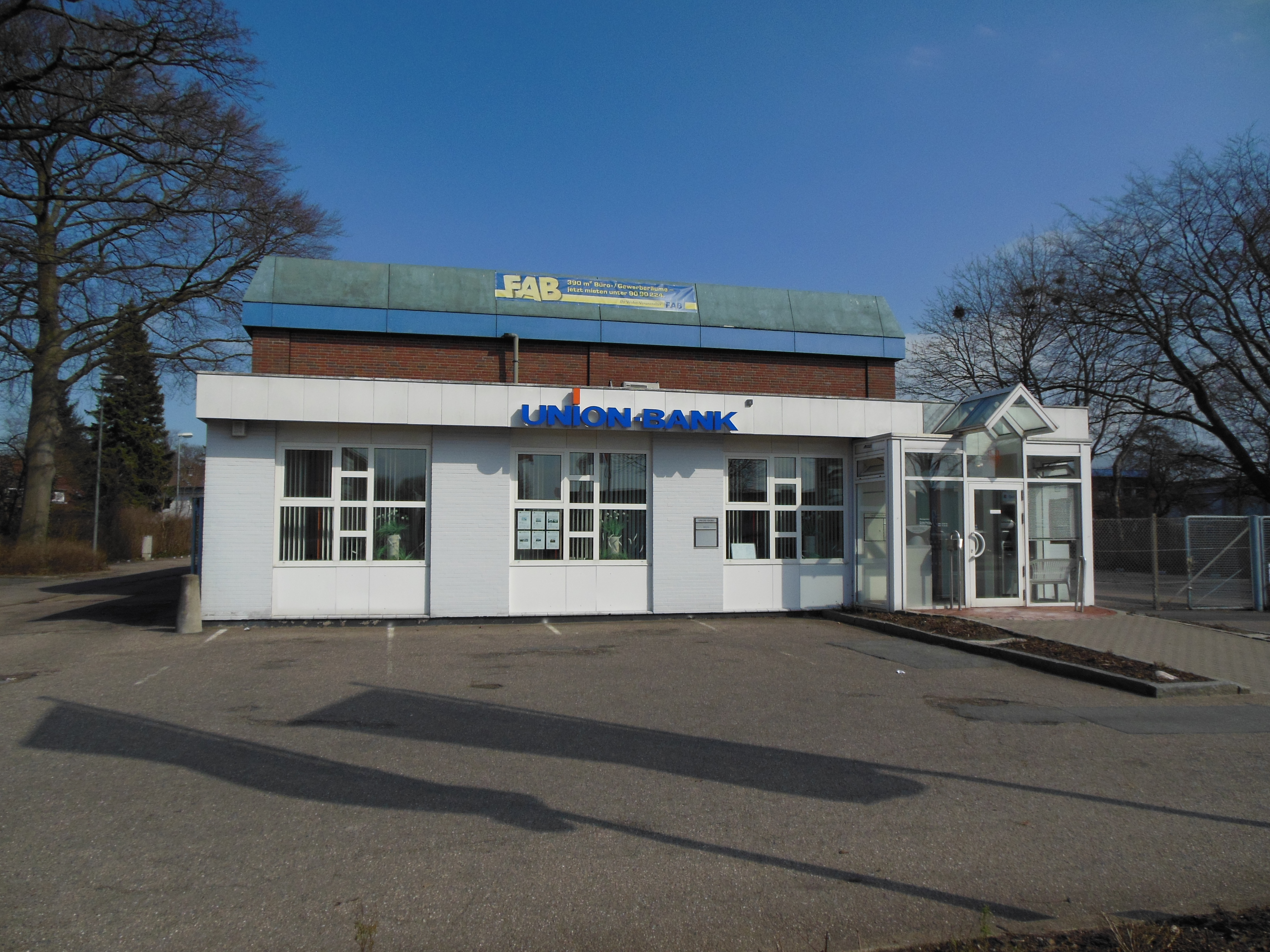
Filiale „Center Süd“ in der Flensburger Südstadt, Schleswiger Straße 85 (bis 28. Feb. 2017)
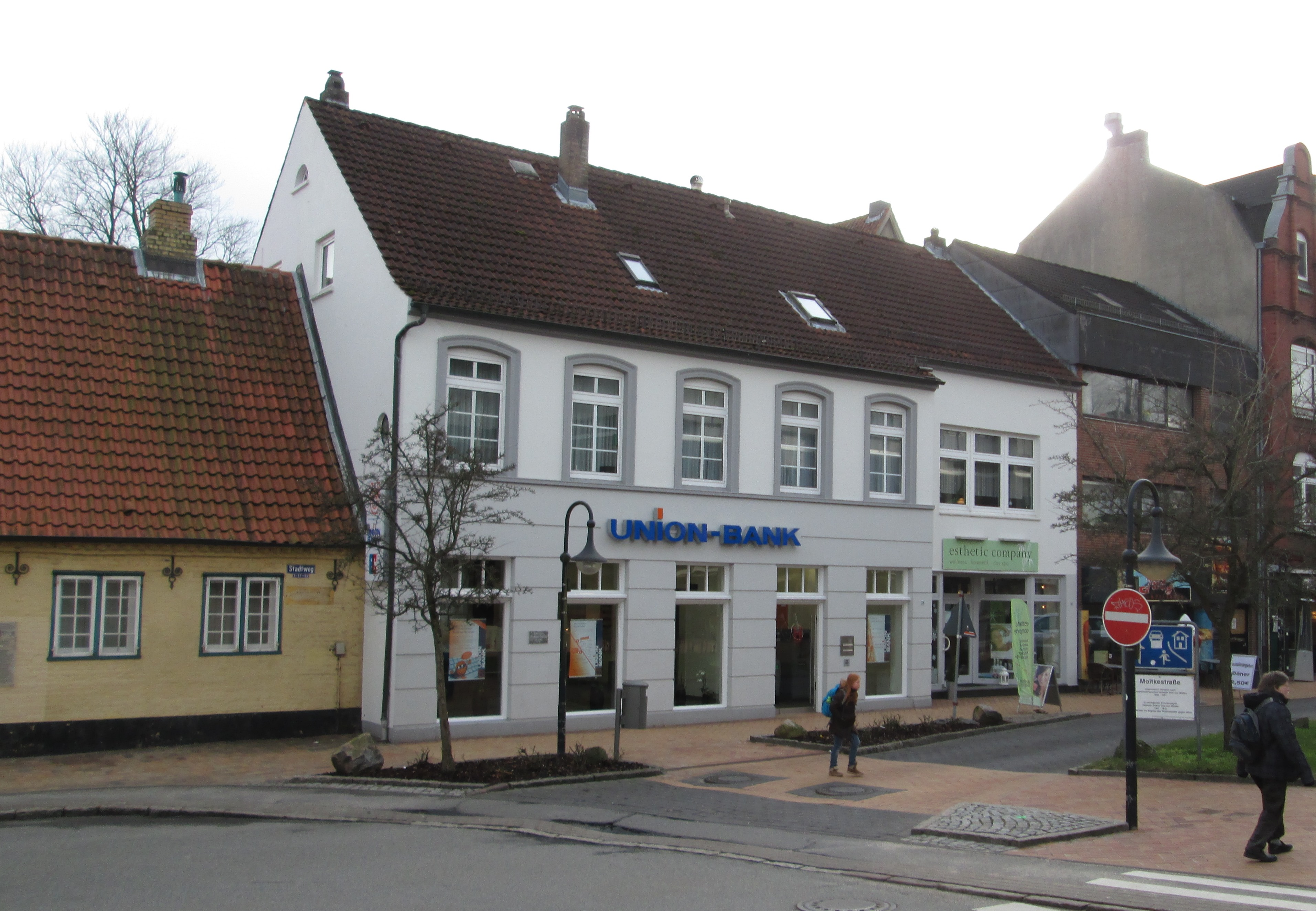
Filiale Schleswig, Stadtweg 59 (bis 31. Jan. 2021)

## Partnerunternehmen
Die Union-Bank AG arbeitet mit folgenden Partnerunternehmen zusammen:
- Ostangler Brandgilde VVaG, Kappeln (Versicherungen)
- Broager Sparekasse, Broager/Dänemark (dänische Kooperationsbank)[17]
- Süd-West-Kreditbank Finanzierung GmbH, Bingen am Rhein
- KfW Bankengruppe, Frankfurt am Main
- Investitionsbank Schleswig-Holstein, Kiel
- Wüstenrot Bausparkasse AG, Ludwigsburg

## Technik
Die Union-Bank AG ist dem genossenschaftlichen Rechenzentrum der Atruvia angeschlossen und nutzt als Kernbankensystem deren Software agree21.